# TBCC
TBCC (англ. Tubulin folding cofactor C) – білок, який кодується однойменним геном, розташованим у людей на 6-й хромосомі. Довжина поліпептидного ланцюга білка становить 346 амінокислот, а молекулярна маса — 39 248.
| 10         |  | 20         |  | 30         |  | 40         |  | 50         |
| ---------- |  | ---------- |  | ---------- |  | ---------- |  | ---------- |
| MESVSCSAAA |  | VRTGDMESQR |  | DLSLVPERLQ |  | RREQERQLEV |  | ERRKQKRQNQ |
| EVEKENSHFF |  | VATFVRERAA |  | VEELLERAES |  | VERLEEAASR |  | LQGLQKLIND |
| SVFFLAAYDL |  | RQGQEALARL |  | QAALAERRRG |  | LQPKKRFAFK |  | TRGKDAASST |
| KVDAAPGIPP |  | AVESIQDSPL |  | PKKAEGDLGP |  | SWVCGFSNLE |  | SQVLEKRASE |
| LHQRDVLLTE |  | LSNCTVRLYG |  | NPNTLRLTKA |  | HSCKLLCGPV |  | STSVFLEDCS |
| DCVLAVACQQ |  | LRIHSTKDTR |  | IFLQVTSRAI |  | VEDCSGIQFA |  | PYTWSYPEID |
| KDFESSGLDR |  | SKNNWNDVDD |  | FNWLARDMAS |  | PNWSILPEEE |  | RNIQWD     |

A: Аланін

C: Цистеїн

D: Аспарагінова кислота

E: Глутамінова кислота

F: Фенілаланін

G: Гліцин

H: Гістидин

I: Ізолейцин

K: Лізин

L: Лейцин

M: Метіонін

N: Аспарагін

P: Пролін

Q: Глутамін

R: Аргінін

S: Серин

T: Треонін

V: Валін

W: Триптофан

Кодований геном білок за функціями належить до шаперонів, фосфопротеїнів. 
Задіяний у такому біологічному процесі, як ацетилювання. 
Локалізований у цитоплазмі.